# Salt del Duran
El Salt del Duran és un salt d'aigua de 4,5 metres de desnivell brut, situat a la tercera séquia del Canal d'Urgell, uns 4 km més amunt de Mollerussa, en un extrem del terme municipal de Golmés i prop del terme de Vilanova de Bellpuig. Es tracta d'un salt força conegut per la població de la zona, en tant que durant anys va proveir d'electricitat La Forestal d'Urgell, una paperera que durant anys fou el motor industrial de Mollerussa i territoris veïns.

## Zona verda

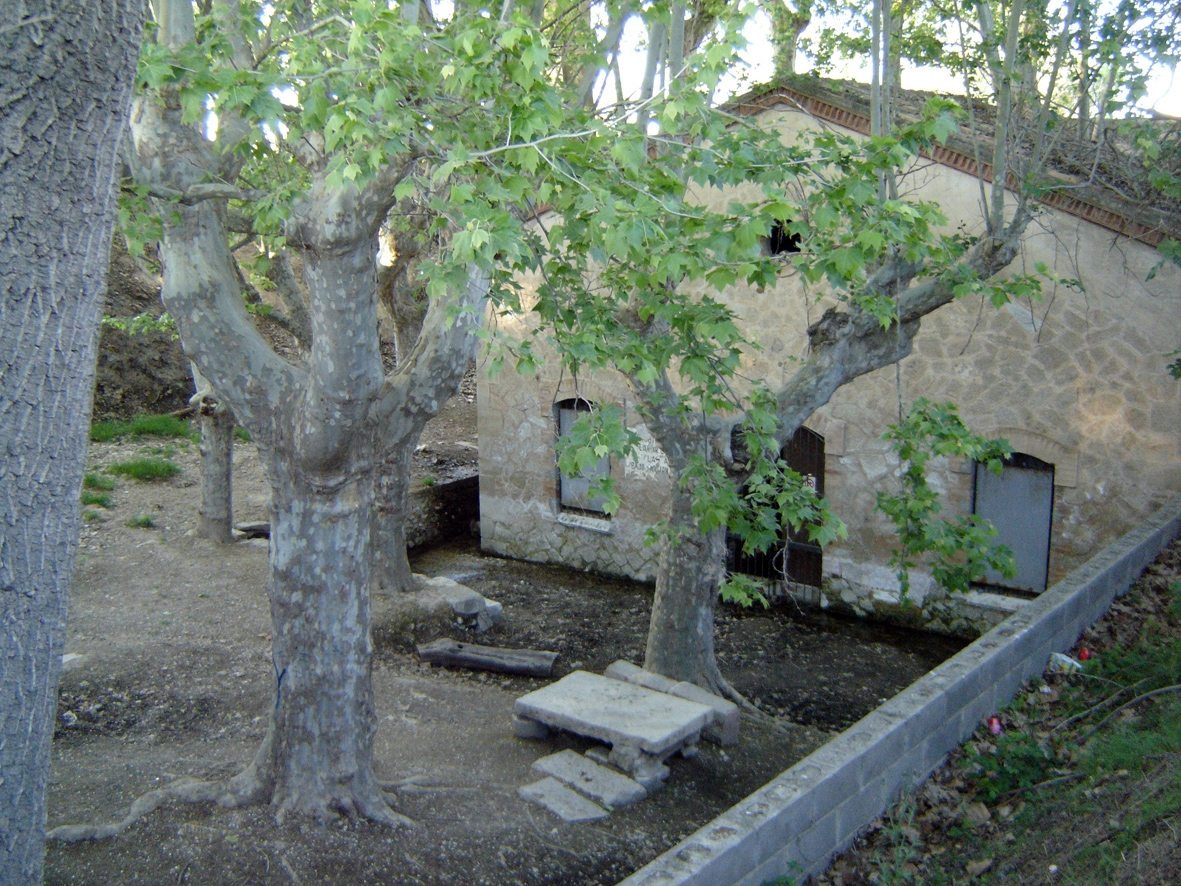
Fotografia de l'obaga situat a la seva vora, amb la casa de maquinària a baix

A la vora del salt, en una enclotada, hi ha una obaga fresca rodejada d'arbres, on es troba la font del salt del Duran, d'aigua fresca i potable i una casa de maquinària, on anys enrere se situava l'alternador que produïa l'energia elèctrica. A la part més alta, ja a peu de canal hi ha l'antiga casa dels Duran, que va ser la família que durant anys es va encarregar de la vigilància i la gestió del salt.

## Pilastra dels Fondents

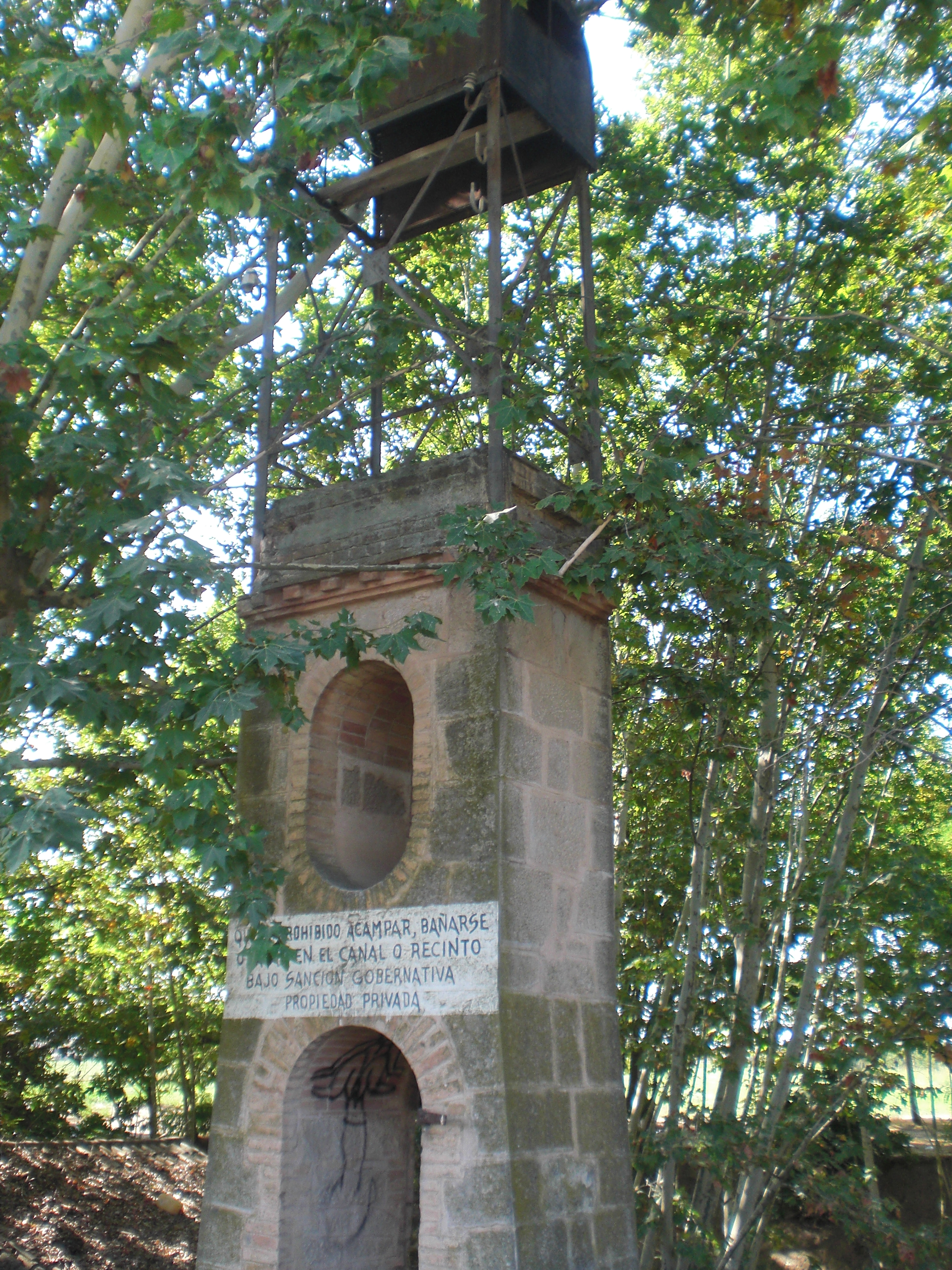
Pilastra dels Fondents

La torre o pilastra dels Fondets està inclosa en l'Inventari del Patrimoni Arquitectònic de Catalunya. La pilastra està situada entre el salt d'aigua del canal i la central elèctrica. Tenia per funció donar altura als cables elèctrics que sortien de la central. Combina els elements de l'arquitectura industrial del segle XIX: la pedra i el ferro; el cos, arrancant des del sòl amb una amplada considerable, es va fent més prima fins a arribar a la meitat de la seva altura a partir de la qual s'enlaira proporcionalment. La pilastra té dos obertures buides: una inferior i una altra superior de forma el·líptica. La funció d'aquestes és una mica ambigua, ja que no hi ha cap detall que pugui reflectir la seva funcionalitat, a no ser la d'un mirador (obertura inferior), o fer perdre rigidesa a l'estructura (obertura superior). La torre és tancada per una estructura de totxo escalonat, la qual presenta una decoració en forma de merlets a la part inferior. Corona la pilastra una estructura de ferro formada per un esquelet de línies entrecreuades que aguanten un cos amb funció de coberta, amb volta de canó feta de plaques metàl·liques.

## Cultura
És una zona molt coneguda per la rodalia, i molta gent hi realitza excursions a peu o en bicicleta. Cada any, l'ajuntament de Mollerussa, organitza la "Caminada a la llum de la lluna", un esdeveniment esportiu i cultural d'inscripció gratuïta, el destí final de la qual és el Salt del Duran.

## Història
L'origen del salt sembla que és anterior a la Forestal, ja que el nom de "salt del Duran" fa referència a la família de Josep Duran i Ventosa, un industrial d'ascendència barcelonina que inicialment es dedicà al vi, els alcohols i els destil·lats (amb l'empresa Ricomà, Duran i companyia) fins a finals del segle xix, quan optà per introduir-se al negoci fariner tot creant la Farinera Duran, que s'alimentava d'un salt d'aigua de la tercera séquia del Canal d'Urgell. L'any 1901, els Duran iniciaren l'explotació dels salts d'aigua del Canal per produir electricitat, fundaren la cèlebre paperera La Forestal d'Urgell i el salt d'aigua que inicialment havia fet funcionar la farinera va passar a proveir la paperera d'electricitat. L'electricitat transitava a través d'un entramat de fils que recorrien la tercera séquia del Canal d'Urgell per endinsar-se a Mollerussa i arribar a les naus de la fàbrica, que es va mantenir operativa fins a l'últim quart del segle xx.
La pilastra es va construir el 1904 al realitzar-se la tercera cecla del Canal d'Urgell. En haver-hi un salt d'aigua es van edificar els dos cossos per aprofitar l'energia de l'aigua. Fins als volts de 1965 la central va donar llum a la Forestal d'Urgell (propera a Mollerussa); actualment no està en funcionament i el terreny és propietat de l'Ajuntament de Mollerussa que aprofita l'existència de fonts naturals per a abastir el poble d'aigua durant el tancament del canal.